# Saxána a Lexikon kouzel (kniha)
Saxána a Lexikon kouzel je kniha, kterou napsala Ivona Březinová na motivy stejnojmenného filmu z roku 2011.

## Děj
Saxánka jde jednoho dne na půdu, a najde tam deníček, do kterého se sám píše její příběh od sekundy, co ho našla. Taky je tam kniha, ze které Saxánka ihned vyzkouší jedno kouzlo. Přivolá raracha, který ji už čtráct dní hledá kvůli dědovi. Vlezou spolu do studny a spadnou do země pohádek, kde Saxánku uvězní morkolabové ve třídě, kde Saxánka najde kouli, v níž vidí co se doma děje. Do říše se dostane i saxánina teta Irma. Taky lotr Crashman, do kterého se Irma zamiluje. Saxánka s rarachem Krakavousem se vydávají osvobodit dědu. Je to dost těžké, protože jim jsou v patách morkolabové, a děda Netopýr je u baby Jagy. Teta jim pomáhá. Doma mezitím v knížce mamka zjistí, kde saxánka je, a táta z toho omdlí. Saxánka s Krakavousem dědu šťastně vysvobodí. Potom přijdou bytosti močálníci, že chtějí klíč k jejich posvátné bráně, a že v jeho zmizení má údajně drápky Netopýr. Klíč močálníkm vrátí Saxánka, která náhodou zjistí, že klíč je v amuletu její mámy. Irma vyřeší nadbytek nápadníků (ředitel Hyacint, Crashman, nakladatel Pleskot) roztrojením. Saxána se vrátí i s dědou domů.